# Креммлінг (Колорадо)
Креммлінг (англ. Kremmling) — місто (англ. town) в США, в окрузі Гранд штату Колорадо. Населення — 1509 осіб (2020).

## Географія
Креммлінг розташований за координатами 40°3′24″ пн. ш. 106°22′41″ зх. д. / 40.05667° пн. ш. 106.37806° зх. д. (40.056536, -106.378166).  За даними Бюро перепису населення США в 2010 році місто мало площу 3,42 км², уся площа — суходіл.

### Клімат
| Клімат : Креммлінг    | Клімат : Креммлінг | Клімат : Креммлінг | Клімат : Креммлінг | Клімат : Креммлінг | Клімат : Креммлінг | Клімат : Креммлінг | Клімат : Креммлінг | Клімат : Креммлінг | Клімат : Креммлінг | Клімат : Креммлінг | Клімат : Креммлінг | Клімат : Креммлінг | Клімат : Креммлінг |
| Показник              | Січ.               | Лют.               | Бер.               | Квіт.              | Трав.              | Черв.              | Лип.               | Серп.              | Вер.               | Жовт.              | Лист.              | Груд.              | Рік                |
| Середній максимум, °C | −2,2               | 0,0                | 6,1                | 12,2               | 17,8               | 23,9               | 27,2               | 26,1               | 22,2               | 15,6               | 5,6                | −1,7               | 12,8               |
| Середній мінімум, °C  | −17,2              | −16,7              | −9,4               | −5                 | −0,6               | 2,8                | 6,1                | 5,6                | 0,6                | −5                 | −10,6              | −16,7              | −5,6               |
| Норма опадів, мм      | 20                 | 15                 | 18                 | 23                 | 33                 | 28                 | 36                 | 41                 | 30                 | 23                 | 18                 | 20                 | 302                |
| --------------------- | ------------------ | ------------------ | ------------------ | ------------------ | ------------------ | ------------------ | ------------------ | ------------------ | ------------------ | ------------------ | ------------------ | ------------------ | ------------------ |
| Джерело: Weatherbase  |                    |                    |                    |                    |                    |                    |                    |                    |                    |                    |                    |                    |                    |

## Демографія
Згідно з переписом 2010 року, у місті мешкали 1444 особи в 614 домогосподарствах у складі 363 родин. Густота населення становила 422 особи/км².  Було 694 помешкання (203/км²).
Расовий склад населення:
| - 92,6 % — білих - 0,3 % — вихідців з тихоокеанських островів - 0,3 % — корінних американців - 0,3 % — чорних або афроамериканців - 0,3 % — азіатів - 4,3 % — осіб інших рас |

До двох чи більше рас належало 1,8 %. Частка іспаномовних становила 11,9 % від усіх жителів.
За віковим діапазоном населення розподілялося таким чином: 28,7 % — особи молодші 18 років, 62,9 % — особи у віці 18—64 років, 8,4 % — особи у віці 65 років та старші. Медіана віку мешканця становила 35,5 року. На 100 осіб жіночої статі у місті припадало 104,8 чоловіків;  на 100 жінок у віці від 18 років та старших — 109,3 чоловіків також старших 18 років.
Середній дохід на одне домашнє господарство  становив 59 917 доларів США (медіана — 58 500), а середній дохід на одну сім'ю — 71 176 доларів (медіана — 62 708). За межею бідності перебувало 14,1 % осіб, у тому числі 13,2 % дітей у віці до 18 років та 21,6 % осіб у віці 65 років та старших.
Цивільне працевлаштоване населення становило 1038 осіб. Основні галузі зайнятості: мистецтво, розваги та відпочинок — 16,7 %, роздрібна торгівля — 15,3 %, будівництво — 14,7 %.